# Thorsten Langer
Thorsten Langer (* 26. April 1971) ist ein belgischer Biathlet, Crossduathlet und Skilangläufer.
Thorsten Langer begann seine Biathlon-Karriere erst im Alter von 30 Jahren. Sein erstes internationales Rennen bestritt er im Rahmen der Militärweltmeisterschaften 2001 in Jericho (74.). Sein erstes Rennen im Biathlon-Weltcup bestritt der Sportsoldat zu Beginn der Saison 2001/02 als 118. im Sprint von Hochfilzen. Sein erstes Ergebnis unter den ersten 100 erreichte er noch in derselben Saison als 96 im Einzel von Antholz. Weitere Einsätze folgten sporadisch. Seit 2004/05 startete Langer vor allem im Biathlon-Europacup. Seinen Einstand gab er in einem Einzelrennen in Geilo, das er als 51. beendete. Höhepunkt der Saison wurde die Teilnahme an den Biathlon-Weltmeisterschaften 2005 in Hochfilzen. Seine Ergebnisse waren ausschließlich hintere Ränge. In der Saison 2005/06 schaffte er als 89. im Sprint von Antholz sein bestes Weltcupergebnis. An selber Stelle erreichte er bei den Biathlon-Weltmeisterschaften 2007 auch seine besten Ergebnisse bei einer WM. Im Einzel erreichte er Rang 102, im Sprint Platz 94.
Thorsten Langer ist mehrfacher Belgischer Meister im Skilanglauf.
Langer stammt aus Elsenborn und wohnt in Recht. Stephan Langer ist sein Bruder.

## Biathlon-Weltcup-Platzierungen
Die Tabelle zeigt alle Platzierungen (je nach Austragungsjahr einschließlich Olympische Spiele und Weltmeisterschaften).
- 1.–3. Platz: Anzahl der Podiumsplatzierungen
- Top 10: Anzahl der Platzierungen unter den ersten zehn (einschließlich Podium)
- Punkteränge: Anzahl der Platzierungen innerhalb der Punkteränge (einschließlich Podium und Top 10)
- Starts: Anzahl gelaufener Rennen in der jeweiligen Disziplin

| Platzierung              | Einzel | Sprint | Verfolgung | Massenstart | Staffel | Gesamt |
| ------------------------ | ------ | ------ | ---------- | ----------- | ------- | ------ |
| 1. Platz                 |        |        |            |             |         |        |
| 2. Platz                 |        |        |            |             |         |        |
| 3. Platz                 |        |        |            |             |         |        |
| Top 10                   |        |        |            |             |         |        |
| Punkteränge              |        |        |            |             | 3       | 3      |
| Starts                   | 14     | 35     |            |             | 3       | 52     |
| Stand: nach Karriereende |        |        |            |             |         |        |